# Túpac Amaru (Inka)

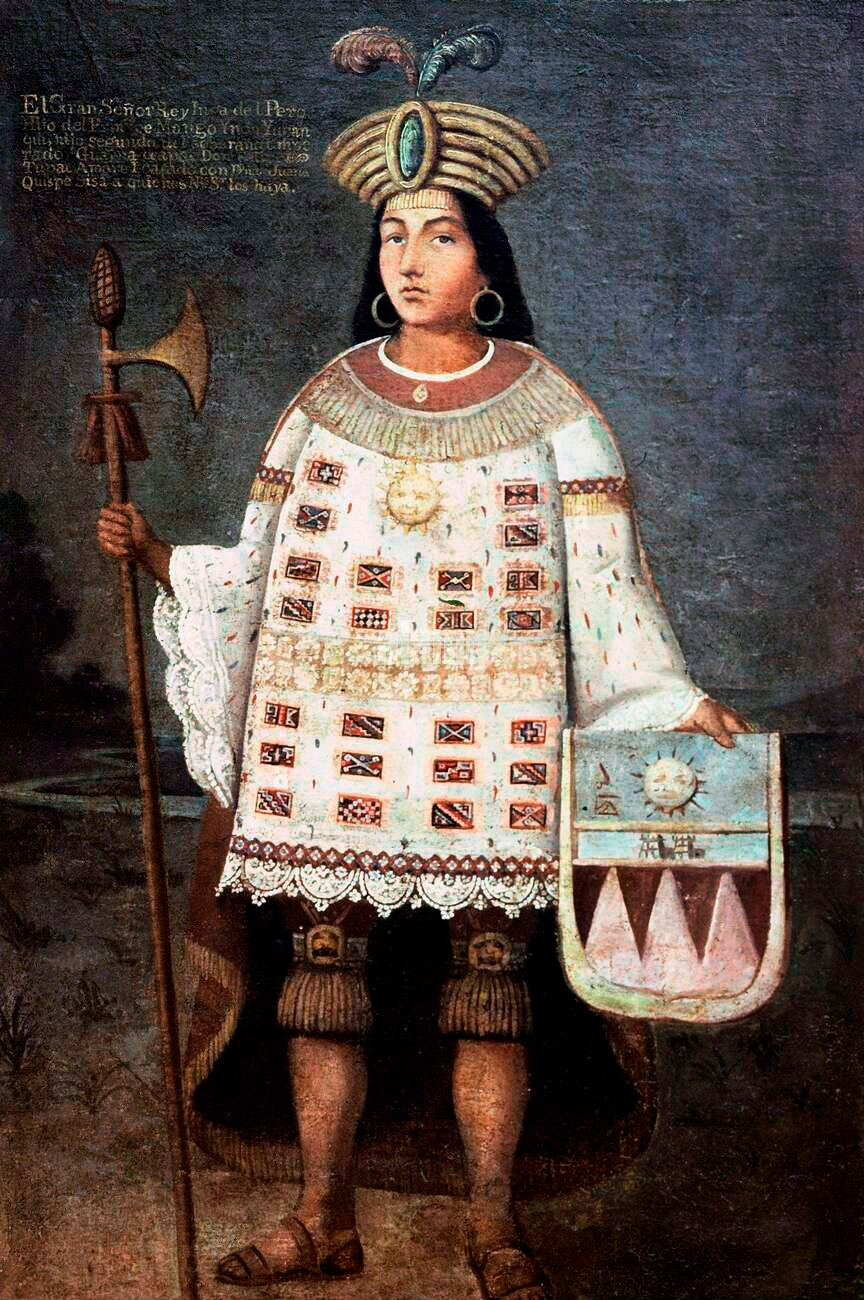
Túpac Amaru Inka, anonymes Gemälde, 1850–60er

Gefangennahme Túpac Amarus nach Guaman Poma de Ayala

Túpac Amaru, in peruanischer Quechua-Schreibung Tupaq Amaru, übersetzt „Leuchtende Schlange“ (* 1545; † 24. September 1572), war der letzte Sapa Inka (Inkakönig) und der vierte und letzte Herrscher des Staates Vilcabamba.

## Leben
Túpac Amaru war der jüngste Sohn von Manco Cápac II. Er wurde zum Priester geweiht und fungierte als Hüter des Leichnams seines Vaters.
Sein Halbbruder Titu Cusi Yupanqui hatte die Unabhängigkeit seines verbliebenen Inkastaats in Vilcabamba bewahrt und gegenüber dem spanischen Vizekönigreich eine Politik verfolgt, die zwischen Widerstand und friedlicher Koexistenz schwankte. Er tauschte Abgesandte mit dem Vizekönig aus, und Missionare wurden in Vilcabamba geduldet. Er versprach sogar, nach Cusco zu kommen und die spanische Herrschaft anzuerkennen. Jedoch starb Titu Cusi plötzlich, wofür die Gefolgsleute seinem Missionar Diego Ortiz die Schuld gaben, den sie daraufhin folterten und nach einem mehrtägigen Marsch zur Residenz Túpac Amarus schließlich töteten. Túpac Amaru, der Ortiz unbewusst zum Tode verurteilte (er weigerte sich, den christlichen Beschuldigten zu empfangen), folgte seinem Halbbruder auf den Thron.
Der spanische Vizekönig von Peru, Francisco de Toledo, der von Titu Cusis Tod nichts wusste, sandte unterdessen einen Botschafter nach Vilcabamba. Dieser wurde von Inka-Generälen getötet. Nach dem Verhör eines Überlebenden entschloss sich Toledo zum Krieg gegen Vilcabamba. Am 24. Juli 1572 zerstörte die spanische Expedition unter der Führung von Hauptmann Martín García Óñez de Loyola und dem General Martín Hurtado die Anlage. Túpac Amaru war zuvor mit seiner hochschwangeren Frau, seiner Familie und seinen Leuten in den Urwald im Amazonasbecken geflüchtet, wo er vom Stamm der Manarí aufgenommen wurde. Durch Verrat fiel er dennoch in die Hände der Eroberer und wurde nach Cusco überführt.
In Cusco wurden Túpac Amaru die Ermordung des Missionars und des Abgesandten, der Hochverrat sowie weitere Verbrechen angelastet, die eher nicht von ihm selbst begangen oder gar in Auftrag gegeben wurden. In diesem Schauprozess wurde er zum Tode durch Enthauptung verurteilt. Seine Generäle, auch die durch Krankheit oder Folter gestorbenen, wurden erhängt. Obwohl weltliche und geistliche Würdenträger vehement gegen das Urteil protestierten und um Begnadigung baten, ordnete der Vizekönig die Hinrichtung an.
Túpac Amaru wurde am 24. September 1572 auf der Plaza de Armas in Cusco, wo sich mehrere tausend Indios versammelt hatten, hingerichtet. Wie Baltasar de Ocampa und Gabriel de Oviedo als Augenzeugen berichteten, hob er seine Hand, um die aufschreienden Massen zum Schweigen zu bringen. Seine letzten Worte waren:

„Ccollanan Pachacamac ricuy auccacunac yahuarniy hichascancuta.“

„Pachakamaq [‚Schöpfer der Welt‘] bezeuge, wie meine Feinde mein Blut vergießen.“

Laut anderen Versionen zu seiner Hinrichtung hielt er dagegen vor seinem ehemaligen Volk eine Rede, in der er entweder von seinem Götzenglauben absagte und sich zum Christentum bekannte, oder davor warnte, die eigenen Kinder als Bestrafung zu verfluchen, wie es seine Mutter bei ihm getan haben sollte.
Sein Leichnam wurde in der Kathedrale von Cusco bestattet. Agustín Coruña Velasco, der Bischof von Popayán, der vergebens versucht hatte, die Hinrichtung zu verhindern, hielt für ihn ein ehrenvolles Pontifikalrequiem. Der abgeschlagene Kopf wurde zunächst auf dem Platz zur Schau gestellt. Da aber nachts viele Menschen kamen, um den Inka zu betrauern und zu verehren, ordnete der Vizekönig an, den Kopf zusammen mit dem Leichnam zu beerdigen. Außerdem ließ der Vizekönig die Söhne und andere männliche Verwandte des Getöteten nach Mexiko, Mittelamerika und Spanien bringen, damit kein legitimer Nachfolger im Land blieb.

## Nachwirkung
Legenden zufolge soll Túpac Amaru vor seiner Hinrichtung angekündigt haben, dass er nicht sterben werde, sondern zurückkehre, um das Unrecht der Unterdrücker zu sühnen. Dadurch wurde er zur Ikone der antikolonialistischen Freiheitsbewegung. Seitdem haben sich mehrere Personen und Gruppen auf seinen Namen berufen, allen voran José Gabriel Condorcanqui, ein Nachfahre des Inkas, der sich Túpac Amaru II. nannte. Er führte 1780/81 einen Indianeraufstand im Vizekönigreich Peru an und wurde 1781 hingerichtet.
Die peruanische Untergrundbewegung „Movimiento Revolucionario Túpac Amaru“ (MRTA) stellte sich in die Tradition des Inka Túpac Amaru („Túpac Amaru I.“), während andere Gruppen wie die ehemalige kommunistische Guerillabewegung und heutige linke Partei „Tupamaros“ in Uruguay und ihre deutschen Ableger in West-Berlin und München sich auf „Túpac Amaru II.“ beriefen.
Durch seinen Nachfahren Condorcanqui ist Túpac Amaru auch Namensgeber des US-amerikanischen Rappers Tupac Amaru Shakur.